# 暗黒通信団
暗黒通信団（あんこくつうしんだん）は、日本の同人サークルである。「同人集合暗黒通信団」や「暗黒団」とも称される。1996年からコミックマーケットに参加しており、代表作として円周率の数表100万桁分を収録した書籍『円周率1000000桁表』や、円周率の数表のみを掲載した雑誌『月刊円周率』が知られている。
1993年に代表である星野香奈の「私設カルチャースクール」として創始されたという。1996年8月のコミックマーケットに初参加。「城間大学戦記」（印刷はプリンティングイン株式会社）を発行した。参加ジャンルは一貫して評論・情報であり、主に数表、珍書、実用書・学術書の分野で同人誌を発行する。実用書・学術書では数学、物理、計算機科学、社会評論の分野で刊行されている。コミケットスペシャル4では円周率の朗読を行った。東京大学関係者が学園祭企画として開催しているコミックアカデミーには第2回から毎回参加している。2013年から2018年まで単独または「コミックマーケットの科学系サークル連合」の一員として、サイエンスアゴラにも参加していた。

## 主要作品リスト
暗黒通信団の刊行物は数表類、珍書、実用書・学術書・定期刊行物に分類できる。なお現在のところ電子書籍の制作には消極的である。

### 数表類
- 牧野貴樹『円周率1000000桁表』暗黒通信団、1996年。ISBN 978-4-87310-002-9。牧野が制作したオビの「真実のみが記された書」が「真実のみを記述する会」の語源となった。

- 真実のみを記述する会『円周率一億桁表総集編』暗黒通信団、2016年。ISBN 978-4-87310-314-3。コミックマーケット91（落選）にて発行され、委託頒布された。プリントした紙をドッチファイルに綴じただけの『シのmixi日記集』が国会図書館に所蔵されたことをヒントにドッチファイル5巻組にて制作された。

- 真実のみを記述する会『円周率一億桁表縮刷版』暗黒通信団、2019年。ISBN 978-4-87310-628-1。1ページあたり50万文字の円周率を記載した本。奥付に製版機や印刷機の型番が記されている。100万桁表シリーズの50倍の文字密度であり肉眼では読めない。

- 真実のみを記述する会『円周率100,000,000桁表』暗黒通信団、2019年。ISBN 978-4-87310-628-1。上記を50倍圧縮した本。肉眼では読めない。印刷機業界に衝撃を与えた。印刷会社ねこのしっぽによる印刷。

- 真実のみを記述する会『素数表150000個』暗黒通信団、2011年。ISBN 978-4-87310-156-9。東京都現代美術館で開催されている坂本龍一の「坂本龍一 | 音を視る 時を聴く」展では創作に影響を与えたものの一つとして展示されている。

- 真実のみを記述する会『自然対数の底100万桁表』暗黒通信団。ISBN 978-4-87310-088-3。

- 真実のみを記述する会『{\displaystyle \int _{0}^{1}{\frac {1}{x^{x}}}\,dx=\sum _{n=1}^{\infty }{\frac {1}{n^{n}}}} 1000000桁表』暗黒通信団。ISBN 978-4-87310-173-6。読み方を伏せて出版されたため取次のデータベースのよみがなは読めない。

- 真実のみを記述する会『オイラー定数1000000桁表』暗黒通信団。ISBN 978-4-87310-053-1。

- 暗黒通信団『大腸菌O157のすべて』暗黒通信団。ISBN 978-4-87310-092-0。

- TokusiN『{\displaystyle e^{i\pi }}1000000桁表』暗黒通信団、2016年。ISBN 978-4-87310-038-8。マイナス1円にて頒布された。100ページに渡ってほとんどゼロが並んでいるだけだが国会図書館には所蔵されている[6]。

- TokusiN『グラハム数1,000,000桁表最終巻』暗黒通信団、2017年。ISBN 978-4-87310-064-7。公式Webページに計算アルゴリズムの開発から行ったとの記述がある。

- TokusiN『リーマンゼータ関数の最初の非自明なゼロ点1000000桁表』暗黒通信団、2017年。ISBN 978-4-87310-112-5。「UPSのついてない計算機を半年間連続稼動し、3万円の電気代をかけた力作」であるとされる[7]。

### 珍書
- だから同人ヤクザは嫌われる『国会図書館にしかない本』暗黒通信団。ISBNなし。発行後に国会図書館に納本した以外をすべて処分したもの[8][9]。

- シ『ソートされた本II』暗黒通信団。ISBN 978-4-87310-007-4。本文を文字単位に分割し、辞書式に配列して単語と構文を破壊し、印刷した冊子。Iでは復元不能だったがIIでは破壊前の位置が記載されているので復元可能。

- ザ・キカク『オビしかない本』暗黒通信団。ISBNなし。国会図書館がオビを廃棄して保存することへの疑問をぶつける意図があったとされ海外向けニュースサイト[10]で紹介された。

- Epsilon『シンドラーのリスト』暗黒通信団。ISBNなし。2008年刊行の『Epsilon著作全集』ISBN 978-4-87310-103-3 に収録。シンドラーエレベータが問題となったときに国土交通省の資料によって所在をまとめたもの[11]。

- 暗黒通信団『入手困難』暗黒通信団。ISBN 978-4-87310-224-5。絶版書籍のみを集めた注文書。

- 真実のみを記述する会『圧縮された本』暗黒通信団。ISBN 978-4-87310-006-7。スライド辞書式方法にて本文を圧縮し印刷した冊子。

- 真実のみを記述する会『ＢＷＴされた本』暗黒通信団。ISBN 978-4-87310-036-4。ブロックソート法にて本文をエンコードして印刷した冊子。

- シンキロウ『暗黒的出版論－あるいはネット書店で1500円に満たない時に端数調整するための本』暗黒通信団。ISBN 978-4-87310-085-2。書籍通販の際に送料を無料にするために端数調整するための本として刊行された[12]。「コンセプト自体は人をあざ笑うかのような愉快犯的なものなのだが、本文で書かれている出版に関する著者の考えは意外とまとも」と評されている[13]。

- シ『切られた本－韓国の人へ』暗黒通信団。ISBN 978-4-87310-209-2。印刷後に背を残すようにして裁断し、同人誌即売会等でグラム単価で売った。

- 山椒魚『魚臭い本』暗黒通信団。ISBNなし。印刷後にくさや等でいぶし、匂いをつけた本。内容は井伏鱒二の小説を改変したもの。

- 童貞王『我々はなぜ童貞なのか－横に長い本』暗黒通信団。ISBN 978-4-87310-032-6。通常の横書き書籍はページの端まで来たら次の行へ続くが、この本は次のページの同じ行へ続く。最終ページまでいってから、先頭ページの次の行へ続く。発案はハマザキカクであるとされる。

- ザ・キカク『カバーしかない本II』暗黒通信団。ISBN 978-4-87310-004-3。

- 新しい歴史を作る会『暗黒通信団マル秘データブック』暗黒通信団。ISBN 978-4-87310-040-1。amazonの物販送料を回避するために30円という値段で提供された。

- 夏目漱石『吾輩は猫である』暗黒通信団。ISBN 978-4-87310-033-3。夏目漱石の小説に「にゃあ」というルビを振ったもの。

- マルコ『ネトゲ廃人のための新約聖書』暗黒通信団。ISBN 978-4-87310-218-4。イエス・キリストに「ニート」というルビを振って新約聖書を再解釈した冊子。2015年にドイツ・エアフルト大学で開かれた第21回国際宗教学宗教史会議世界大会および第9回国際日本学会日本祭（ポーランド・ワルシャワ大学）にて書名と内容が紹介された。

- 真実のみを記述する会『円周率一億桁表総集編』暗黒通信団。ISBN 978-4-87310-314-3。A4判のバインダー (文房具)5巻セット（5000ページ）。コミックマーケット91に落選した際に委託販売された。

- 暗黒通信団『暗黒通信団の公開鍵』暗黒通信団。ISBN 978-4-87310-095-1。非常に長い公開鍵が羅列されている。

- 河村塔王『「、。」』暗黒通信団。ISBN 978-4-87310-100-2。文章から約物以外の文字を全て「空白」にした小説。国会図書館からは所蔵拒否されている[14]。

- Mmc, はたまりか『腐った濡れ本』暗黒通信団、2017年8月。濡れて腐敗臭の漂う本（「濡れ本」は18禁本の隠語）。内容はBL。ジップロックで密封されて頒布。コミックマーケット準備会ではグッズ扱いとされた。

- 嫁『空気』暗黒通信団。ISBN 978-4-87310-133-0。「空気読め」と言われたら出す本。アンサイクロペディアの記事に触発されて制作された。中身は白紙。姉妹作に『行間』がある。いずれも国会図書館の収集基準を満たさないため納本されていない。

- 本間範子『『主を仰ぎ見ん 物価高騰対応50％オフ版』暗黒通信団。ISBN 978-4-87310-285-6。表紙に市販の半額シールが貼られている。本文は1文字づつとばして印刷されており読めない。出版流通のトーハンから扱いを拒否された[15]。

### 実用書・学術書
- 光成滋生『パターン認識と機械学習の学習』暗黒通信団。ISBN 978-4-87310-166-8。同人誌としては珍しくジュンク堂書店池袋本店において販売数第1位となる（2012年7月の共同通信記事による）。さらに、2012年7月2日(月)～7月8日(日)の週間ランキングでジュンク堂書店の売り上げ総合1位となったという[16]。

- 中条蘭・シ『C++フリーライブラリの使い方』暗黒通信団。ISBN 978-4-87310-221-4。CodeZineにて紹介された[17]。

- シ『Linux／C++フリーライブラリの使い方』暗黒通信団。ISBN 978-4-87310-054-8。『C++フリーライブラリの使い方』の改訂版。

- シンキロウ『32ページの量子力学入門』暗黒通信団。ISBN 978-4-87310-035-7。

- シンキロウ『距離のノート』暗黒通信団。ISBN 978-4-87310-158-3。

- 城間真鬼郎『立ち上がれ、小学生 戦場を生きる真実の教科書』暗黒通信団。ISBNなし。

- きむら秀一『キュウべえに学ぶ営業テクニック』歩く電波塔の会・暗黒通信団。ISBN 978-4-87310-142-2。（書名は「キュゥべえの営業テクニック」[18]とも）

- 丹後研究員『ラジオでメールが読まれる確率が上がる法則』暗黒通信団。ISBN 978-4-87310-043-2。関西のラジオにて紹介された。

- 茗荷さくら『Linux入門の入門』暗黒通信団。ISBN 978-4-87310-094-4。 Linuxのコマンドを、ポイントを押さえて最小限だけ説明した本。

### 定期刊行物
- 月刊円周率編集部 『月刊円周率』ISSN 1884-4464。100万桁以上の円周率を連載している。2019年4月現在通巻71号を発行。
- 年刊生天目編集部 『年刊生天目』ISSN 2188-7632 紙媒体での発行であるが、「雑誌新聞総カタログ」156ページによれば、読者層は「インターネットユーザー」であるとされる。
- 月刊体重グラフ編集部『月刊体重グラフ』（オンライン誌）ISSN 2186-9456 （廃刊）
- 月刊ゼータ編集部 『月刊ゼータ リーマンゼータ関数の非自明なゼロ点の虚数値』 ISSN 2432-7050。21世紀の素数日に発行される。2019年4月時点で411号を発行。
- メールマガジン『暗黒通信団新刊Review Letters』（廃刊）
- メールマガジン『UZAMAGA』（毎週金土日発行。Webページの更新を週末に自動送信している。継続刊行中）
- 月刊暗黒通信団の注文書自動編集部 『月刊暗黒通信団の注文書』ISSN 2433-3174。書店向けの注文書に文章を添付し雑誌化したもの。雑誌化に伴い『月刊円周率』に書かれていた「あとがき」がこちらに載るようになった。
- 『唯物論的科学革命と闘争』 「定量化されていない文系諸学問を力強く唯物論に置き換える」ためのマガジン。読者層は「オタク100%」であるとされる。[19]

## メンバー
団員の定義は「自分が暗黒通信団員であると思っている者」とされメンバー同士であっても本名を知らない。構成員の人数も明らかにされていない。ジュンク堂書店では池袋本店（2012年3月）をかわぎりに、全国で頻繁にフェアがおこなわれている。暗黒通信団への参加については、過去には「0=0を解きなさい」「正π角形を作図せよ」等の奇抜な問題での入団試験があったが、現在では既団員の紹介と面接が必要とされている。ただしイベント等でメーリングリストへの参加を促すこともある。
- 星野香奈（団長[24]、「すべての本の発行者は団長であることが絶対の掟である」[25]とされている。）
- 牧野貴樹（『円周率1000000桁表』著者。元東京大学特任准教授、2017年現在Google勤務[26]）
- 宋美玄[27]（産婦人科医・性科学者（博士（医学）））
- 河村塔王[28]（漫画原作者）
- 天羽優子（「ニセ科学スレイヤーとして名を馳せる水商売ウォッチャー」[25]、山形大学理学部物質生命化学科准教授）
- 左巻健男[29]（教育学者・元法政大学教授）

## 沿革
- 1993年 - 星野香奈により創始。
- 1996年 - 8月のコミックマーケット50（「夏コミ」）に初参加し『認識物理学言論』『城間大学戦記』を頒布。12月のコミックマーケット51（「冬コミ」）に参加し『円周率1000000桁表』『自動作曲の基礎論』を頒布。
- 1997年 - 夏コミに参加し『同人とは』『自動作曲の基礎論』『イッ般的辞書』『嫌な奴の研究』を頒布。冬コミは落選。
- 1998年 - 夏コミに参加し『立ち上がれ小学生』『実践同人学』『人間よ聞くが良い』『ゲームセンターとファミコンと子供だましに今でも満足』『傍観者のゲーム論』を頒布。冬コミは落選。『立ち上がれ小学生』は当時としては珍しく形態素解析ツールMeCabを用い、半自動でルビを振った作品。またこの年の夏コミのサークルカットには「国家代数的宗教物理学」と描かれている。
- 1999年 - 夏コミおよび冬コミに参加。同年8月に刊行された『ミニコミ魂』において紹介される。地方・小出版流通センターとの取引を開始[20]。
- 2000年 - 夏コミに参加。冬コミは落選。4月および11月のCOMITIAにも参加。『月刊ゼータ』を創刊。『城間大学戦記』以外では初めてのオフセット本『認識物理学原論』を刊行したが、続く『復活せよ理数国家』は全く売れず歴代一位の赤字を記録した。10月には『pLaTeX初級リファレンス』『あと5分!大学受験まとめノート物理』を発行。この頃から参考書制作を始める。夏コミでは『共産党宣言』のパロディ作品『暗黒団宣言』や、チャネリングの記録『エーテルと高次元宇宙』といったトンデモ本など、広いジャンルを発行した。アスキー_(企業)発行の「Win DO!」に掲載。
- 2001年 - 夏コミおよび冬コミに参加。11月のCOMITIAにも参加。『uuencodeされた本』『ゲイツ貴様ゆるさん!XP』などコンピュータ関係書を出し始める。Webページをmikaka.orgへ移転。
- 2002年 - 夏コミおよび冬コミに参加。2月および5月のCOMITIAにも参加。『自然対数の底1000000桁表』を発行。
- 2003年 - 夏コミおよび冬コミに参加。2月のCOMITIAや4月のコミックルネッサンスにも参加。『最短距離のC言語』を発行。中野タコシェと取引開始。
- 2004年 - 夏コミおよび冬コミに参加。2月のCOMITIAや4月のコミックルネッサンス、11月の文学フリマにも参加。『講本 憲法入門』を発行。
- 2005年 - 夏コミおよび冬コミに参加。5月のCOMITIAにも参加。『エジプト－砂漠の独り旅』で独り旅行記の発行を開始。
- 2006年 - 夏コミおよび冬コミに参加。10月のCOMITIAにも参加。『精神力学序説』『刑事訴訟法入門』を発行。
- 2007年 - 夏コミおよび冬コミに参加。東京大学法科大学院の自身の入試結果開示を求めて内閣府まで話が行った『実録!個人情報開示請求 : 東京大学との闘争記録』を発行。ウィキペディアの記事（このページ）が削除。および作成保護になる。
- 2008年 - 夏コミおよび冬コミに参加。9月、法律系の本を執筆していたEpsilonが死去[30]。10月の「東京ブックマニアックス」に参加[31]。
- 2009年 - 夏コミおよび冬コミに参加。3月の「東京とびもの学会」にも参加。
- 2010年 - 夏コミおよび冬コミに参加。11月の第1回コミックアカデミーにも参加。『32ページの量子力学入門』『整数論の前菜』など大学レベルの参考書を発行し始める。と学会主催のトンデモ本大賞にて委託頒布。新文化通信社社の出版業界誌「新文化」に円周率1000000桁表が紹介される。
- 2011年 - 夏コミおよび冬コミに参加。『素数表150000個』発行。初版には致命的な間違いがあったが国立国会図書館にはその間違った版が入ったままである。と学会主催のトンデモ本大賞にて委託頒布。「TeXユーザの集い2011」にてポスター発表。
- 2012年 - 夏コミおよび冬コミに参加。5月のCOMITIA、4月と11月のコミックアカデミー4、5にも参加。ジュンク堂書店池袋店1階雑誌コーナーにてフェア。『パターン認識と機械学習の学習』が週間ランキングでジュンク堂書店の売り上げ総合1位。コンピュータ書籍の年間ランキングで3位[32]。同年9月にはジュンク堂書店池袋店にてトークライブを行う。「日本タイトルだけ大賞2012夏の陣」において大賞を受賞。
- 2013年 - 夏コミおよび冬コミに参加。5月のコミックアカデミー6、7や7月のアキバケット、11月のサイエンスアゴラにも参加。ジュンク堂札幌店でフェア。1月29日NHKにて紹介。TBSの番組「Nキャス」にて紹介。
- 2014年 - 夏コミおよび冬コミに参加。11月のサイエンスアゴラにも参加。また9月に刊行された『ベスト珍書』において紹介される。『入手困難』が珍書大賞を受賞。
- 2015年 - 同年1月の「珍書ビブリオバトル」や、3月のコミケットスペシャルに参加。2月に刊行された『ヘンな本大全』には暗黒通信団のメンバー「シ」との対談が掲載される。また同年6月には「ロケットニュース24」の記事において取り上げられる[10]。ジュンク堂書店福岡店・松山店・新静岡店・弘前中三店にてフェア。11月30日に日テレ「月曜から夜更かし」で「月刊円周率」が紹介された。1月26日にEM菌の効果を主張する出口俊一が暗黒通信団のWeb記事をリツィートした左巻健男を提訴。2016年8月30日に一審判決が出て出口俊一の全面敗訴となった。裁判は最高裁まで争われた。
- 2016年 - 秋コレ5、秋コレおかわり、秋コレ6、コミティア、コミックアカデミーに参加。ニフティ(株)主催「暗黒通信団を吊し上げる会」開催（3月14日）[33]。三省堂池袋本店のミニコミフェアに出展。ジュンク堂福岡店でフェア（6月）。夏コミに参加。冬コミ落選。「ラジオでメールが読まれる確率が上がる法則」が第9回日本タイトルだけ大賞最終選考に残った。4月3日より5月7日まで秋葉原の書泉ブックタワーにて「暗黒通信団の本フェア」開催[34]。
- 2017年 - 秋コレ7および8に参加。冬コミに参加。コミックアカデミーに参加。1月から3月まで三省堂池袋本店書籍館3階にてフェア。各地の丸善・ジュンク堂系列書店でフェア。夏コミ落選。『腐った濡れ本』を発行。月刊誌『暗黒通信団の注文書』を創刊。ジュンク堂書店池袋本店にてトーク「暗黒通信団ハ騙ル」が開かれる（8月20日）。TeXConf 2017にて『TeXを中心に据えたインフラ群を多人数で使っている出版実例』を発表し「締切に対する正接完成率の定理」を提唱した（10月14日）。グラハム数の末尾100万桁を世界で初めて計算。リーマンゼータ関数の非自明なゼロ点の虚数値100万桁を世界で初めて計算。『不謹慎な本』が流通（地方・小出版流通センター）の意向で発禁となる。
- 2018年 - 秋コレ9、夏コミ、冬コミ、コミックアカデミーに参加。名古屋コミティア52に初参加。北海道コミティア9に初参加。丸善名古屋本店で「どーも暗黒通信団です」と題したトークライブを実行（3月25日, 8月19日）。シが団のメンバーとしてMATH POWER 2018内のイベントにてトーク(10月7日)。コミックアカデミー17の合同誌にトーク出演者を題材としたBL小説を掲載した。『円周率カルタ&データブック』を発行。
- 2019年 - ABChanZooにて紹介。夏コミ、冬コミ、秋コレ10、コミックアカデミー18、19、北海道コミティア10、11に参加。技術書典6、7に初参加。ゲームマーケット2019秋に「円周率カルタ」という名で初参加。3月14日に末広町のカフェ「トリオンプ」にてイベント（DarkNight2）を実施した。コミックアカデミー18の合同誌にMATH POWERの出演者を題材とした小説の続きを掲載。8月24日金沢ビーンズ、同25日ジュンク堂書店新潟店[35]にてトーク。マスパーティにてトーク。
- 2020年 - 新型コロナウイルス感染症の流行により活動自粛を余儀なくされたがメロンブックス主催のオンラインイベントの他、北海道コミティア13に参加。生物学に関する新刊を数点刊行した。10月31日にフジテレビの特番「限界調査！超超ベスト5」にてMENSA会員の趣味として『圓周率佰萬桁表日本語版』およびその読書感想文が披露された。
- 2021年 - 冬コミに当選した。

## パフォーマンス

### 同人誌即売会
各即売会のルールの範囲で一般的なサークルとは異なった頒布、パフォーマンスをする場合がある。
- 量り売り：同人誌を検定済の非自動はかりに載せ、1グラムあたり4円程度で頒布する。2016年3月14日に行われたオンリーイベントでは1グラムあたり3.14円で頒布した。
- クーポン券：同人誌即売会において事前に公開したデザインのクーポン券で割引を行う。割引額は100円程度である。紙以外の媒体にプリントしたり割引額以上のコストを掛けてクーポンを制作する者が後を絶たず、同団のWebページでまとめられている。現在、コミックマーケットでは混雑を回避するため行われていない。
- 円周率詠唱：コミケットスペシャルなどでは、サークルメンバーが円周率を読み上げるパフォーマンスなどを行った。

### その他イベント
- 2012年9月にジュンク堂書店池袋本店にて『パターン認識と機械学習の学習』出版記念トークが開かれた。
- 2016年3月14日（円周率の日）に東京カルチャーカルチャーにてニフティ主催『暗黒通信団を吊す会』が開かれた。
- 2016年10月9, 10日に秋葉原にあるスープカレーカムイとのコラボイベントが開かれた。
- 2018年3月25日, 8月19日にマルゼミ（丸善名古屋本店主催）で「どーも暗黒通信団です」と題したトークが開かれた。
- 2019年8月24日から25日に金沢ビーンズとジュンク堂書店新潟店にて「真実のみを語る会が真実と真実以外を語る会」と題したトークが開かれた。
- 2021年3月14日にジュンク堂書店池袋本店主催で米国とつなげたオンライントークが行われた[36]。閉店後の店内でメンバーと店舗スタッフが探しにくい本を見つける動画[37]が公開された。

### ツイッター・ツイキャス
Twitterには関係するアカウントが4つ確認されている(ankokudan, ankokudanbot, ankoku_ojosama, ankokudanboy)。女性団員がツイッターの公式アカウントを使ってTwitCastingにて不定期にラジオ配信をしている。内容は広告性よりも、漢字を読めなくて失笑されるなど、個性豊かなキャラクターを全面に押し出したものが多い。2021年11月時点の担当者は次の通り。
- Lily：関西で数学を専攻する女子大学生。
- きょう：数学が苦手であると自称する女子大学生。

なおFacebookにはかつて関連ページがあったが現在は公開されていない。

## 評価
定期刊行物である「月刊円周率」の2012年2月号が日本タイトルだけ大賞2012夏の陣において大賞を受賞。「入手困難」は2014年の珍書大賞を受賞。出版者自らが本を裁断した形で提供した「切られた本」は2014年の珍造本大賞。
- 1999年に刊行された『ミニコミ魂』の「暗黒通信団の本」の項では、真下弘孝が『円周率1000000桁表』と『立ち上がれ小学生』が「上手に琴線に触れてくるミニコミ」として紹介した[41]。
- ハマザキカクの著書『ベスト珍書』では「珍書の代名詞とも言える暗黒通信団の代表作」として『円周率1000000桁表』が取り上げられており、暗黒通信団について「人の神経を逆撫でするかのようなパロディセンス、愉快犯気質には全く敵わない」とされた[42]。またハマザキカクはホンシェルジュのインタビュー記事においても、同団について「『売れるかどうか』を考えないでやっている」とした上で「そこがすごく刺激的で尊敬している」とし、「本のプロデュース側で一目置いている」と述べた[43]。
- ディスクユニオン北浦和店のブログでは「生きていく上で決して必要のない知識を、良心的な価格で提供し続ける正体不明な出版団体」[44]と言及された。
- エネルギー研究者の大場紀章はnewspicks.comに投稿したコメントで読書冊数を増やすための「中身のない本」であるとして、暗黒通信団の書籍13冊を推薦した[45]。
- 経済学者の小島寛之はブログ上で『楕円曲線と保型形式のおいしいところ』について「こういう芸当は相当な知識と筆力がないとできない」と評した[46]。
- 図書館情報学研究者の和中幹雄は、国会図書館への納本活動について「サブカルチャー的な出版物が納本対象となるかの実験を続けているユニークな試み」と評した[47]。
- 静岡理工科大学教授の幸谷智紀は円周率表について「数字フェチを喜ばせるというやり方で日本文化に貢献しようというあたりの，心意気は見事である。つーか，心意気しか褒めようのない本を出したこと(eの本もあるらしいがワシは未見)が素晴らしい」と評した[48]。

## 反ニセ科学についての活動
理工系書籍を刊行している立ち位置からニセ科学には批判的である。執筆者のシンキロウは「信頼性が本の武器である。そういう点で、疑似科学などの本は業界にとって危険である」と書いている（『暗黒的出版論』）。

### EM菌をめぐる裁判
暗黒通信団がWebページに掲載した、ジャーナリストの出口俊一の行為を批判した記事（「学界のトンデモ 出口俊一【と学会誌初出】」）について、教育学者の左巻健男がTwitterで引用した際に、株式会社EM研究機構の顧問であった出口が左巻に対し、名誉毀損を理由に謝罪と賠償を求めて裁判を起こした。東京地方裁判所、東京高等裁判所でいずれも出口側が敗訴した。2017年9月に最高裁判所で上告棄却の決定が出され、高裁判決が確定した。裁判記録によれば、出口俊一は裁判当初EM研究機構とは関係ない身分であると主張していたが、EM研究機構顧問と書かれた名刺が証拠として提出され採用された。
暗黒通信団は裁判中この記事の保存を目的として電子書籍として国会図書館に納めた。また、この事件と平行して、暗黒通信団はEM菌の利活用を推進する(株)デジタルニューディールのメールマガジンにて名指しで批判された。暗黒通信団のWebサイトによれば「暗黒通信団自体も（おそらく裁判を起こすために）プロバイダ責任法に基づく情報開示請求を受けた」との記載がある。2017年7月には被告の左巻健男自身が暗黒通信団から裁判経過を綴った同人誌（『EM菌 擁護者と批判者の闘い』）を出した。天羽優子によって整理された裁判資料が団のWebページによって公開されている。

### 謎の水装置
磁気活性水についての批判的マンガを2冊刊行している。著者によれば刊行と国会図書館への納本がきっかけとなってマスメディアから取材を受け、問題を広めることに貢献した。外部電源なしに配管のサビがとれると主張する装置（NMRパイプテクター）を販売する日本システム企画社からは「特殊集団」と揶揄された他、継続的かつ名指しで誹謗されているが、2021年11月現在で団側は一切無視している。なお暗黒通信団の公式Twitterでは「団自体は今まで一度も特定企業への批判はしてない」とコメントしている。